# Voorrangsvoertuig

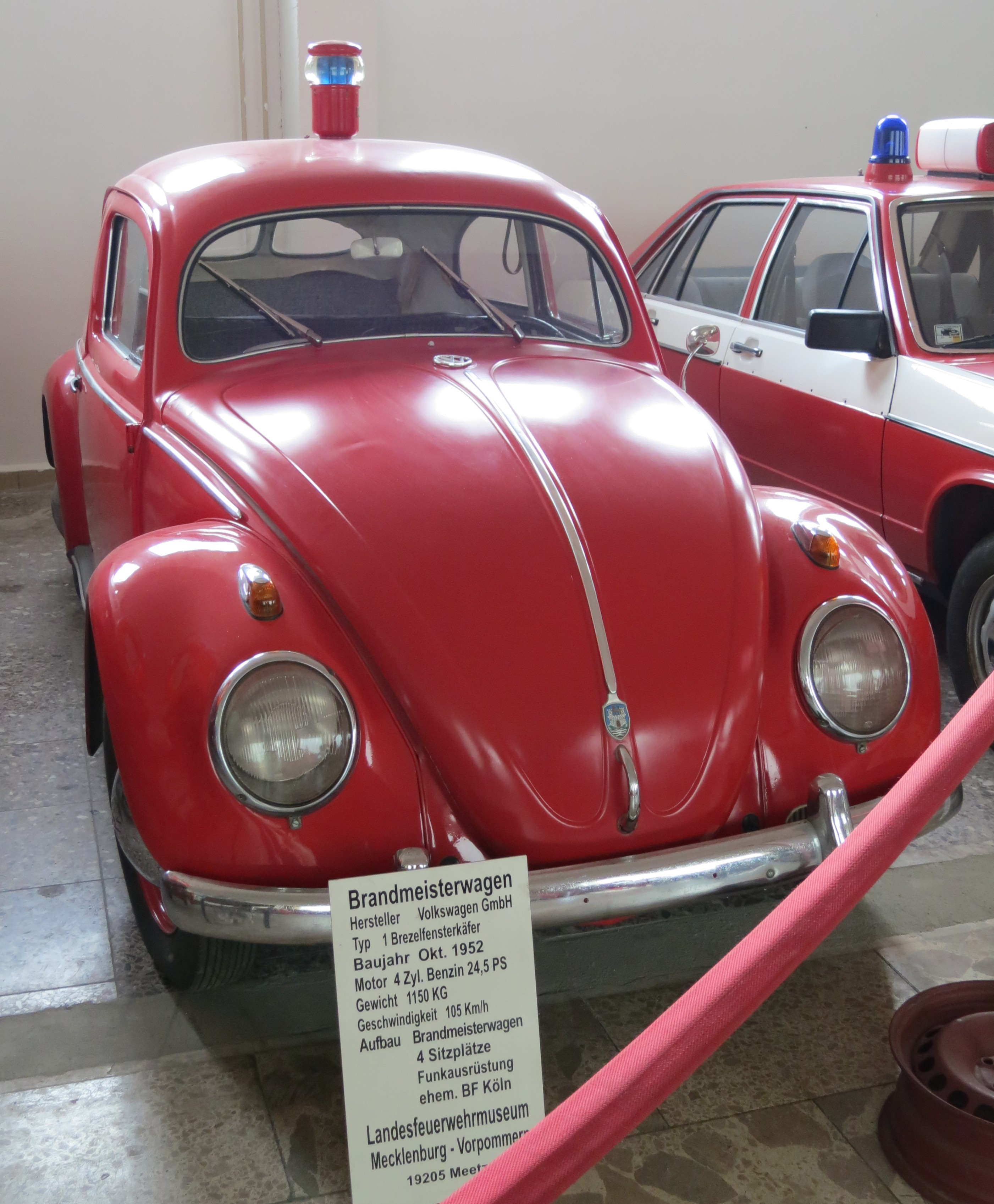
Duitse Brandmeester wagen met Auer blaulicht anno 1955

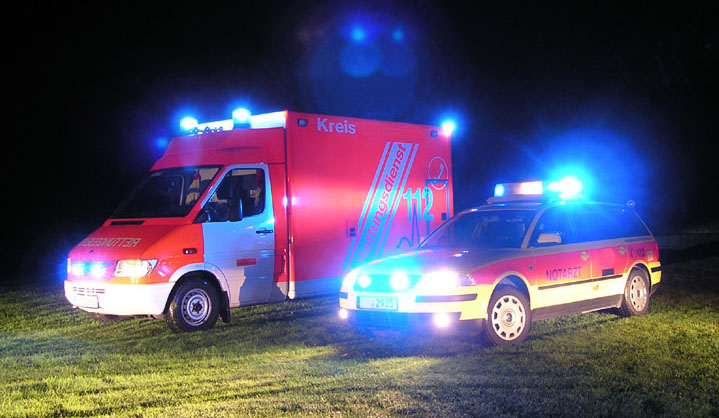
Duitse voorrangsvoertuigen met blauwe optische signalen

Een voorrangsvoertuig of prioritair voertuig is een voertuig van een nood- of hulpdienst dat een dringende taak uitvoert, en speciale optische en geluidssignalen voert ten teken dat het overige verkeer dit voertuig moet laten voorgaan. In Nederland en België gaat het daarbij om blauwe zwaai- of knipperlichten en een speciaal geluidstoestel dat afwisselend een hoge en lage toon voortbrengt (tweetonige hoorn). Andere landen kennen soortgelijke regelingen, maar de kleur van de lichten kan verschillen, en in plaats van een meertonige hoorn kan een sirenegeluid worden gebruikt.

## Nederland
Een voorrangsvoertuig is volgens het Nederlandse Reglement verkeersregels en verkeerstekens (RVV 1990) een motorvoertuig in gebruik bij hulpdiensten (waaronder politie, brandweer en ambulance) die de voorgeschreven optische en geluidssignalen voeren om aan te geven dat zij een dringende taak vervullen. Naast politie, brandweer en medische hulpdiensten zijn nog enkele andere diensten aangewezen die optische en geluidssignalen mogen voeren.
Bij nadering van een verkeersknooppunt kan de hoorn worden omgeschakeld naar een sneller ritme.
Op een rechte weg zonder ander verkeer kan de hoorn worden uitgeschakeld.
Het overige verkeer moet een voorrangsvoertuig voor laten gaan. Desnoods moet zo snel mogelijk de weg worden vrijgemaakt. Als dat nodig is voor de uitoefening van hun taak, mogen bestuurders van voorrangsvoertuigen afwijken van de verkeersregels: ze mogen snelheidslimiet overschrijden en verkeerslichten negeren. Andere weggebruikers mogen niet door rood rijden om ruimte te maken, maar wel naar de vluchtstrook uitwijken.

### Ambulance
De ambulance was in Nederland tot 9 juni 1965 wettelijk geen voorrangsvoertuig. Hij voerde echter wel optische en geluidssignalen. Dat kon toen worden opgevat als een verzoek (geen opdracht) om voorrang te verlenen. Als gevolg van deze voorgeschiedenis voerde de ambulance een drietonige hoorn, terwijl politie en brandweer volstonden met een tweetonig signaal. Vanaf 2009 is voor alle hulpdiensten een gelijk (tweetonig) geluidssignaal ingevoerd (met een overgangsregeling tot 2014).Toch zijn er anno 2021 nog verschillende geluiden in gebruik.

### Andere diensten met voorrangsvoertuigen
- De Koninklijke Marechaussee
- De Reddingsbrigade
- Het Nederlandse Rode Kruis
- Bloedbanken

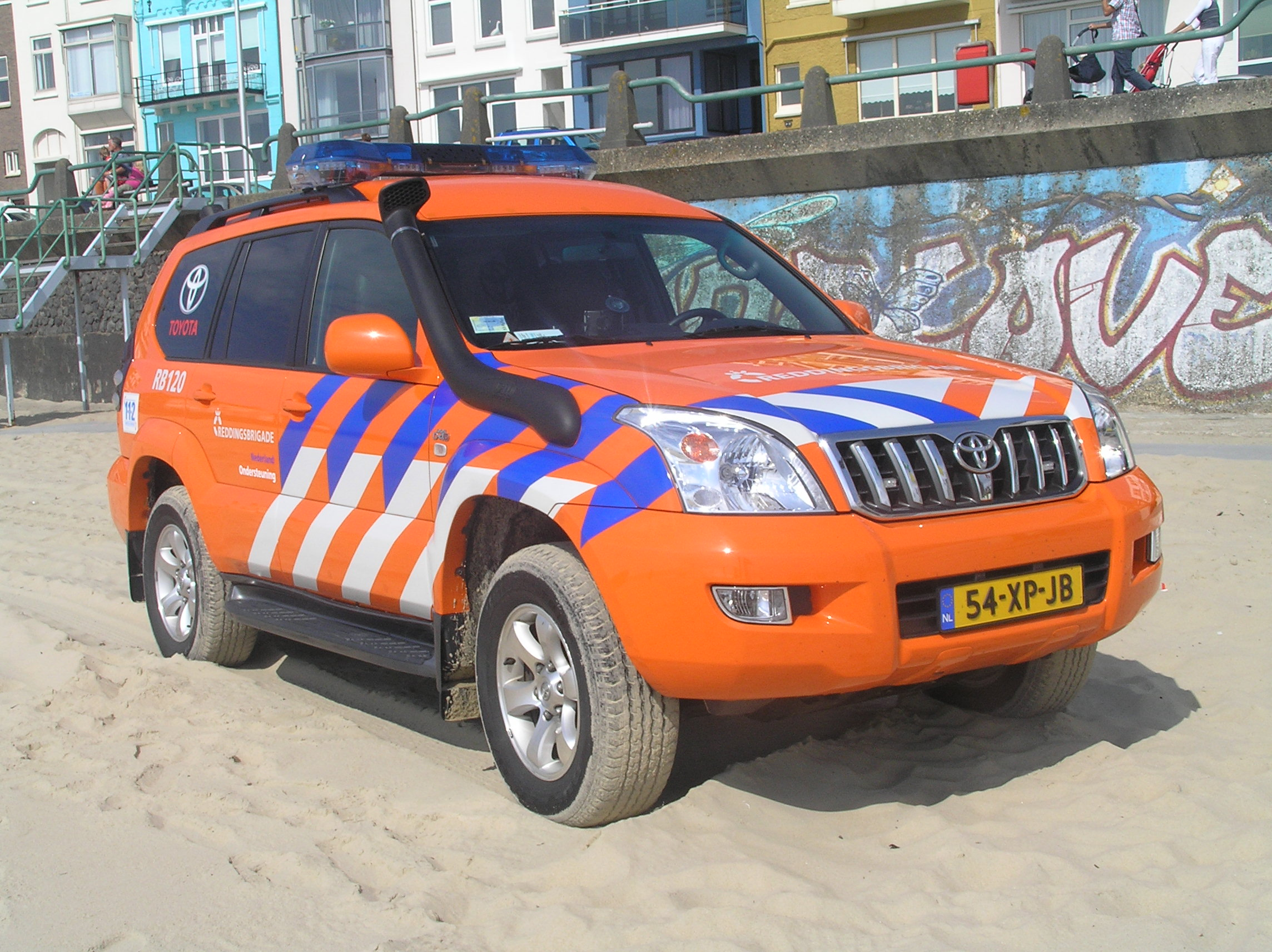
Strandvoertuig van de Nederlandse Reddingsbrigade

- Diensten die het vervoer ten behoeve van orgaantransplantatie verzorgen
- De Dienst Vervoer en Ondersteuning (transport van gedetineerden en personen die in voorlopige hechtenis zitten) van de Dienst Justitiële Inrichtingen van het Ministerie van Justitie en Veiligheid
- Milieu Ongevallendienst van het RIVM
- Explosieven Opruimingsdienst Defensie (EOD)
- Urban Search and Rescue (USAR)
- ProRail incidentenbestrijding
- Rijkswaterstaat (weginspecteurs en officieren van dienst)
- Huisartsenpost
- Veiligheidsregio's
- DCMR en Omgevingsdienst Zuid-Holland Zuid
- Rijksrecherche - Team Spoedeisende Inzet (TSI)
- DHMR (Divisie Havenmeester) Port of Rotterdam N.V.

## België
Naast politie, brandweer en ambulance kunnen ook andere voertuigen als prioritair voertuig worden aangewezen. Het gaat dan bijvoorbeeld om voertuigen van de Civiele Bescherming, van de Douane, of hulpverleningsvoertuigen van de NMBS.
Al deze voertuigen mogen altijd een blauw knipperlicht voeren, ook als zij geen dringende taak vervullen. Zij hebben echter alleen voorrang wanneer tevens het speciaal geluidstoestel wordt gebruikt, en dat mag dan ook alleen worden gebruikt bij dringende inzet.

## Striping
Voorrangsvoertuigen zijn vaak voorzien van een opvallende striping zodat men ze makkelijk kan herkennen in het verkeer. In Nederland zijn belangrijke voorrangsvoertuigen van hulpdiensten voorzien van de BZK-striping (sinds enige tijd OOV-striping genoemd). In België is er geen eenvormige striping voor alle hulpdiensten, maar heeft elke dienst zijn eigen unieke striping. Zo maakt de Belgische brandweer gebruik van de BVV-striping, de medische hulpdiensten sinds 2017 van Battenburgpatronen en heeft de geïntegreerde politie eenzelfde stijl voor zowel de lokale als federale politie.

## Risico's
Rijden met een voorrangsvoertuig houdt ook bijkomende risico's in. Doordat ze sneller mogen rijden dan het andere verkeer, van sommige verkeersregels mogen afwijken en andere bestuurders soms niet weten hoe ze best reageren, hebben voorrangsvoertuigen meer kans om betrokken te raken in een verkeersongeval. In België wist het verkeersveiligheidsinstituut Vias in juli 2018 te melden dat er maandelijks ongeveer zes personen gewond raken of om het leven komen bij ongevallen met ambulances, en zelfs nog meer bij ongevallen met politiewagens. Uit een enquête bij bijna 200 bestuurders van prioritaire voertuigen bleek dat 76% van hen het rijden met een prioritair voertuig als gevaarlijk ervoer, en dat 24% ooit al eens in een ongeval betrokken raakte.
Vias voerde ook een enquête uit bij een representatief staal van 1000 Belgen naar hun kennis van de regels rond prioritaire voertuigen. Daaruit bleek dat in de voorgaande maand 59% van de Belgen minstens een keer de weg heeft moeten vrijmaken voor een prioritair voertuig en 20% minstens twee keer. Hoewel de meeste bestuurders aangaven dat ze daarbij rustig blijven, kreeg 8% toch stress wanneer ze een prioritair voertuig hoorden aankomen. Jonge bestuurders (22%) raakten tot vier keer vaker gestresseerd hierbij dan bestuurders van boven de 35 jaar (5%). Ook wist 37% van de Belgen niet dat prioritaire voertuigen de snelheidslimiet mogen overschrijden in een zone 30 en wist maar 18% wat de exacte regels voor prioritaire voertuigen zijn bij het voorbijrijden van een rood licht aan een kruispunt, terwijl 53% van alle ongevallen met prioritaire voertuigen juist op een kruispunt gebeuren.

## Autosnelwegen
Hoewel voorrangsvoertuigen in zowel Nederland als België op de vluchtstrook van autosnelwegen mogen rijden, doen ze dat liever niet, omdat ze zo geblokkeerd kunnen raken door voertuigen met pech, er puin of afval op de vluchtstrook kan liggen en omdat andere bestuurders vaak geen verkeer verwachten vanop de vluchtstrook. De meest efficiënte manier om voorrangsvoertuigen te laten passeren op autosnelwegen is door een gang vrij te maken op de twee meest links gelegen rijstroken. Auto's op de linkerrijstrook moeten dan uiterst links blijven en auto's op de rijstrook ernaast uiterst rechts. Voor dit doel staan langs snelwegen vaak speciale borden die automobilisten hierop attenderen, zodat zij ruimte kunnen maken als er een voorrangsvoertuig passeert. In Duitsland is deze methode sterk ingeburgerd onder de naam Rettungsgasse (letterlijk: 'reddingsweg'). Volgens de enquête van Vias echter vindt slechts 72% van de Belgen dit de meest aangewezen methode, met een merkbaar verschil tussen Vlaanderen (80%) en Wallonië (62%). Volgens een voorstel voor de vernieuwing van de Belgische wegcode van minister van Mobiliteit François Bellot (MR) zou het toepassen van een dergelijke 'reddingsweg' ook verplicht worden in België vanaf 2021.